# Rhabdophis spilogaster
Rhabdophis spilogaster är en ormart som beskrevs av Boie 1827. Rhabdophis spilogaster ingår i släktet Rhabdophis och familjen snokar. Inga underarter finns listade i Catalogue of Life.
Denna orm förekommer på öarna Bataan, Luzon, Polillo, Catanduanes och Calayan som tillhör Filippinerna. Arten lever i låglandet och i bergstrakter upp till 1200 meter över havet. Habitatet varierar mellan skogar, buskskogar, gräsmarker och odlingsmark. Honorna lägger ägg.
För beståndet är inga hot kända, populationen anses vara stabil. IUCN kategoriserar arten globalt som livskraftig.